# هانزبراندز
هانزبراندز (انگلیسی: Hanesbrands) شرکت پوشاک آمریکایی است، که در سال ۲۰۰۶ تأسیس شد.